# Золотой утёнок
Премия «Золотой утёнок» за выдающиеся достижения в детской фантастике (англ. Golden Duck Awards for Excellence in Children's Science Fiction) — американская литературная премия, присуждаемая ежегодно с 1992 года по 2017 год либо на Всемирной конвенции научной фантастики (Worldcon), либо на Североамериканской конвенции научной фантастики (NASFiC; в те годы, когда Worldcon проводился вне территории США). Была создана с целью поощрения литературного производства научной фантастики, предназначенной для детского возраста.
В 2018 году была заменена на Notable Book Lists с одноимёнными номинациями, спонсируемые Ассоциацией библиотечных информационных технологий (LITA). Комитет LITA ежегодно публикует списки выдающихся детских и юношеских научно-фантастических произведений предыдущего календарного года, которые могут помочь детям, их родителям и библиотекарям в выборе книг для чтения.

## Категории
Категории:
- лучшая иллюстрированная книга (Golden Duck Award for Picture Book) — награда вручалась за книжки с картинками для самых маленьких, а также, вероятно, графические романы для детей постарше;
- специальная премия Элеанор Кэмерон (Golden Duck Award for Eleanor Cameron Award for Middle Grades) — за книги для детей со 7 до 12 лет, т.е. для младшего и среднего школьного возраста;
- специальная премия Хола Клемента (Golden Duck Award for Hal Clement Award for Young Adult) — за книги для подростков от 12 лет и старше;
- специальная премия (Special Award) — вручалась за произведения, которые признавались выдающимися, но не подходили к первым трем номинациям. Эта категория существовала с 1997 по 2010 год и была не ежегодной.

## Финансирование
Премия «Золотой утёнок» финансировалась Super-Con-Duck-Tivity, Inc., некоммерческой корпорацией 501(C)3, которая также является спонсором региональной научно-фантастической конвенции Среднего Запада США «DucKon» (DuPage County KONvention). Победителей определяло жюри, в состав которого входили учителя, библиотекари, родители, литературные критики и рецензенты.

## Лауреаты премии «Золотой Утёнок»

### Лучшая иллюстрированная книга
Премия за лучшую иллюстрированную книгу дается преимущественно книгам с научно-фантастической тематикой, но порой присуждается и нехудожественным книгам научно-популярного содержания, стилизованным под рассказ.
- 1992 – Time Train, Пол Флейшман, иллюстрации Claire Ewart
- 1993 – June 29, 1999, David Wiesner
- 1994 – Richie's Rocket, Joan Anderson, фотографии George Ancona
- 1995 – Time Flies, Eric Rohmann
- 1996 – Insects from Outer Space, Vladimir Vagin and Frank Asch
- 1997 – Grandpa Takes Me to the Moon, Timothy Gaffney, иллюстрации Barry Root
- 1998 – Floating Home, David Getz, иллюстрации Michael Rex
- 1999 – Noah and the Space Ark, Laura Cecil, иллюстрации Emma Chichester Clark
- 2000 – Hush, Little Alien, Daniel Kirk
- 2001 – Rex, Robert Gould and Kathleen Duey, иллюстрации  Eugene Epstein
- 2002 – Baloney (Henry P.), Джон Шеска, иллюстрации Lane Smith
- 2003 – Incredible Cross-Sections of Star Wars, Episode II: Attack of the Clones, Curtis Saxton и Richard Chasemore
- 2004 – Hazel Nutt, Mad Scientist, David Elliot, иллюстрации  True Kelley (Holliday House, ISBN 0-8234-1711-5)
- 2005 – Science Verse, Джон Шеска, иллюстрации Lane Smith (Viking)
- 2006 – Captain Raptor and the Moon Mystery, Kevin O'Malley, иллюстрации Patrick O'Brien
- 2007 – Night of the Homework Zombies, Scott Nickel, иллюстрации Steve Harpster (ISBN 9781598890358)
- 2008 – Mars Needs Moms, Berkeley Breathed
- 2009 – We're Off to Look for Aliens, Colin McNaughton
- 2010 – Swamps of Sleethe, Джек Прелуцки
- 2011 – Oh No! (Or, How My Science Project Destroyed the World), Мак Барнетт, иллюстрации Dan Santat
- 2012 – Earth to Clunk, Pam Smallcomb, иллюстрации Joe Berger
- 2013 – Oh No! Not Again!: (Or How I Built a Time Machine to Save History) (Or At Least My History Grade), Мак Барнет, иллюстрации Dan Santat
- 2014 – Вейдер и его маленькая принцесса, Джеффри Браун
- 2015 – Max Goes to the Space Station, Джефри Беннетт, иллюстрации Michael Carroll
- 2016 - Interstellar Cinderella, Дебора Андервуд, иллюстрации Meg Hunt
- 2017 - Blip!, Barnaby Richards

### Премия Элеонор Кэмерон
Эта награда присуждается книгам для среднего школьного возраста. Главные герои должны пользоваться наукой для решения проблем. Иногда книги-победители имеют элементы фэнтези, но подавляющее их большинство являются научно-фантастическими.
- 1992 – Мой учитель светится в темноте, Брюс Ковилл
- 1993 – Weirdos of the Universe Unite!, Pamela Service
- 1994 – Worf's First Adventure, Питер Дэвид
- 1995 – Shape Changer, Bill Brittain
- 1996 – Star Hatchling, Margaret Bechard
- 1997 – Kipton and the Tower of Time, Charles L. Fontenay
- 1998 – The Andalite Chronicles, Katherine Applegate
- 1999 –  серия из 14 книг Молодые рыцари-джедаи, Кевин Андерсон и Ребекка Места
- 2000 – I Was a Sixth Grade Alien, Брюс Ковилл
- 2001 – The Power of Un, Nancy Etchemendy
- 2002 – Beatnik Rutabagas from Beyond the Stars, Quentin Dodd
- 2003 – серия Andrew Lost: Andrew Lost on the Dog; Andrew Lost in the Bathroom; Andrew Lost in the Kitchen, J. C. Greenburg
- 2004 – Escape from Memory, Margaret Peterson Haddix
- 2005 – Космо Хилл. Супернатуралист, Йон Колфер
- 2006 – 2 победителя
  - Whales on Stilts, М. Т. Андерсон (Harcourt, 2005. ISBN 0-15-205340-9)
  - The Fran That Time Forgot, Jim Benton (Aladdin, ISBN 0-689-86298-9)
- 2007 – Apers, Mark Jansen с Barbara Day Zinicola (Dailey Swan Publishing, 2006; ISBN 978-0-9773676-2-7)
- 2008 – 2 победителя
  - Shanghaied to the Moon, Michael J. Daley
  - Gravity Buster: Journal #2 of a Cardboard Genius, Frank Asch
- 2009 – Lighter than Air, Henry Melton
- 2010 – Z Rex, Стивен Коул
- 2011 – Alien Encounter, Pamela Service и Mike Gorman
- 2012 – Worst-Case Scenario Ultimate Adventure #2: Mars!, Hena Kahn и David Borgenicht
- 2013 – Alien on a Rampage из серии Intergalactic Bed and Breakfast, Clete Barrett Smith
- 2014 – 2 книги из серии Galaxy Zack: Hello, Nebulon! and Journey to Juno, Ray O'Ryan и Colin Jack
- 2015 – Ambassador, William Alexander
- 2016 - Fuzzy Mud, Louis Sacher

### Премия Хола Клемента
Произведения Хола Клемента не были прямо нацелены на молодую аудиторию, но его карьера преподавателя естественных наук в средней школе прочно связывает его с подростковой литературой. У произведений на соискание этой премии первичные элементы сюжета должны содержать реальную науку с научно-фантастическими вставками, а персонажи решать проблемы самостоятельно.
- 1992 – Invitation to the Game, Monica Hughes
- 1993 – River Rats, Кэролайн Стивермер
- 1994 – Дающий, Лоис Лоури
- 1995 – The Ear, the Eye and the Arm, Nancy Farmer
- 1996 – 2 победителя
  - The Winds of Mars, H. M. Hoover
  - The Night Room, E. M. Goldman
- 1997 – Wildside, Стивен Гулд
- 1998 – Shade's Children, Гарт Никс
- 1999 – Alien Dreams, Larry Segriff
- 2000 – The Game of Worlds, Роджер Макбрайд Аллен, из цикла Out of Time, придуманного Дэвидом Брином
- 2001 – Jumping Off the Planet, Дэвид Джерролд
- 2002 – This Side of Paradise, Steven L. Layne
- 2003 – Feed, М. Т. Андерсон
- 2004 – Gunpowder Empire, Гарри Тертлдав
- 2005 – Торговый баланс, Шарон Ли и Стив Миллер
- 2006 – Уродина, Скотт Вестерфельд
- 2007 – Rash, Пит Хаутман (Simon & Schuster, 2006; ISBN 978-0-689-86801-6)
- 2008 – Sky Horizon, Дэвид Брин (Subterranean Press, 2007, ISBN 978-1-59606-109-5)
- 2009 – 2 победителя
  - Голодные игры, Сьюзен Коллинз
  - Младший брат, Кори Доктороу
- 2010 – И вспыхнет пламя, Сьюзен Коллинз
- 2011 – WWW: Watch, Роберт Сойер
- 2012 – 2 победителя
  - Прекрасная дружба, Дэвид Вебер
  - Долгий, долгий сон, Анна Шихан
- 2013 – Лунные хроники. Золушка, Марисса Мейер
- 2014 – The Planet Thieves, Dan Krokos
- 2015 – Expiration Day, William Campbell Powell
- 2016 – Армада, Эрнест Клайн

### Лауреаты специальной премии
- 1997, премия за Сильные женские характеры — Kipton and the Android, Charles L. Fontenay (Royal Fireworks Press, 1996)
- 1999, премия за Австралийский вклад в развитие детской научной фантастики — Гарт Никс
- 2000, премия за Продвижение чтения — серия о Гарри Поттере, Джоан Роулинг
- 2003, премия за За лучшее научно-техническое образование — цикл из 5 книг Tales from the Wonder Zone, Джулия Чернеда
- 2007, премия за Документальную книгу — Write Your Own Science Fiction Story, Tish Farrell (Compass Point Books, 2006; ISBN 978-0-7565-1643-7 )
- 2008, премия за 12 томный цикл книг-nonfiction The World of Science Fiction Series, John Hamilton. Также было награждено издательство Stone Arch Books за публикацию качественных научно-фантастических графических романов
- 2010,  Специальный приз за публицистику — You Write It: Science Fiction, John Hamilton